# Traeger Ernő
Traeger Ernő, németes névformában Ernest Träger, (Pinkafő, 1887. október 27. – Vác, 1971. február 15.) osztrák–magyar családból származó jogász, politikus, gyorsírástörténész. Az első világháború végéig a cs. és kir. (közös) pénzügyminisztérium tisztviselője. 1918 után a Magyar Királyság állami tisztviselője, miniszteri tanácsos, a saint-germaini békeszerződés után az osztrák–magyar határmegállapító bizottság titkára. Aktívan dolgozott az Ausztriának ítélt nyugat-magyarországi területek visszaszerzéséért, a soproni népszavazás megszervezéséért. 1926-tól a gyorsírási ügyek kormánybiztosa, 1942–44 között a Nemzetvédelmi Propagandahivatal miniszteri tanácsosa. 1945-ben letartóztatták, két év vizsgálati fogság után 1947-ben a népbíróság felmentette. 1957-től nyugdíjasként a Gyorsírók Országos Szövetségének munkatársa lett. A gyorsírás történetéről, technikájáról, oktatásáról írt szakmunkái mellett esszéket és verseket is publikált.

## Életpályája

### Származása, pályakezdése
Az Osztrák–Magyar Monarchia idejében kettős (német–magyar) anyanyelvű evangélikus családban, az akkor Vas vármegyéhez tartozó Pinkafőn (ma Pinkafeld, Burgenland). Apja pék- és cukrászmester volt, a vállalkozást és a boltot bátyja vitte tovább. Ernő elemi iskolai tanulmányait Koltán folytatta (ma: Nemeskolta, Vas vármegye), gimnáziumi tanulmányait Sopronban végezte. Ezután a Budapesti Tudományegyetemen, majd a Kolozsvári Tudományegyetemen jogi doktorátust szerzett.
Már soproni gimnáziumi és budapesti egyetemi évei alatt foglalkozott a gyorsírással. 1905-1906 között szerkesztője volt a Soproni Gyorsíró c. lapnak, 1909–1910 között a budapesti Magyar Gyorsírási Újságnak. 1910-ben elnöke volt a jogi egyetemen működő Budapesti egyetemi gyorsíró-egyesületnek, az Országos diák gyorsíró szövetségnek, továbbá főszerkesztője a Radikális Ellenőr című újságnak.
Jogászi pályáját 1912-ben Bécsben, a cs. és kir. közös pénzügyminisztériumban kezdte. Osztályfőnöki (mai szóval osztályvezetői) beosztást ért el.

### A osztrák–magyar határmegállapító bizottság titkára
1918 végén, az Monarchia széthullásakor visszatért Magyarországra, és budapesti minisztériumokban töltött be különféle tisztségeket. Családtagjainak, rokonainak többségével szemben magyarnak vallotta magát, és szülőföldjének a Magyar Királysághoz tartozása mellett mozgósított. Az új Német-Ausztria államtanácsa 1918. november 17-én bejelentette igényét Nyugat-Magyarországra, beleértve Sopron városát is. 1919. szeptember 10-én a saint-germaini békeszerződésben az antant Ausztriának ítélte a követelt magyar államterületeket.
1919-ben Traeger Ernő részt vett a nyugat-dunántúli területek Ausztriához csatolása ellen küzdő Nyugat-Magyarországi Liga megszervezésében.
1920. június 4-én aláírták a trianoni békeszerződést, amelyben a magyar kormánynak el kellett fogadnia Nyugat-Magyarország elcsatolását is. A Nagykövetek Tanácsa által kiadott utasításokat követve június 22-én elkezdődött az osztrák–magyar határmegállapító bizottság megszervezése. Közben kitört az elcsatolás elleni nyugat-magyarországi felkelés (1921. augusztus 28. – október 13.). A politikai helyzet miatt az osztrák–magyar határmegállapító bizottság csak 1921-ben alakult meg Grazban. Traeger Ernő, a magyar határmegállapító biztos helyettese lett az osztrák–magyar bizottság titkára. A bizottságban következetesen azon dolgozott, hogy a Trianonban megállapított határvonalat Magyarország számára kedvezőbben jelöljék ki, az elérhető legkisebb területvesztéssel.
Traeger Ernő az adatfelvételi eljárásokat vezette. Javaslata alapján a bizottság az osztrákok által követelt sávot több zónára osztotta. Az A-zónába Moson vármegye részei tartoztak, Illmic-Meggyes-Fertőrákos községek határáig, a B-zónába Sopron városa és Sopron vármegye elcsatolandó részei az Írott-kőig. A bizottság magyar tagjainak erőfeszítései nyomán több, Magyarország számára kedvező változtatást sikerült elérni, köztük a soproni népszavazást (1921 december 14-18).
A bizottság 1922. december 9-i záróülésén véglegesítette a határmódosítást. Az eredeti trianoni határvonalhoz képest Kis- és Nagynarda, Alsó- és Felsőcsatár, Német- és Magyarkeresztes, Horvátlövő és Pornóapáti került vissza Magyarországhoz. A Magyarországnak ítélt Rendek és Rőtfalva községeket osztrák követelésre elcserélték Ólmod és Szentpéterfa községekre. Emellett számtalan apró kiigazítást végeztek el a helyi adottságok szerint, hogy a határ kevesebb utat, patakot, község- és telekhatárt vágjon ketté.
Báró Villani Frigyes I. osztályú követségi tanácsos, Traeger Ernő főnöke jelentésében kiemelte, hogy Traeger az ő távolléte alatt is „céltudatosan vezette a delegációt. Fáradhatatlan munkásságával nagy mértékben hozzájárult az elért eredményekhez”. Ifj. Krug Lajos (1898–?) soproni erdőmérnök-hallgató, a felkelés aktív résztvevője, később Missuray-Krúg Lajos néven író, újságíró a nyugat-magyarországi eseményekről írt könyveiben méltatta Traeger Ernő kimagasló érdemeit a népszavazás és a területrendezés körül. Kritikusai szerint Trager „renegát” volt, mert többet kellett volna elérnie.

### A gyorsírási ügyek kormányzati felelőse
1922-ben Traeger miniszterelnökségi osztálytanácsosi kinevezést kapott. 1926–1941 a gyorsírási ügyek kormánybiztosaként dolgozott.
A gyorsírás oktatásának és fejlesztésnek felelőseként Traeger következetesen támogatta a Radnai Béla által 1912-ben kidolgozott és publikált rendszer terjesztését. Az 1930. decemberében tartott országos vándordíjas gyorsíró verseny kiváló eredményei őt igazolták.
A magyar gyorsírás fejlesztése körül kifejtett érdemei elismeréseként a miniszterelnökség több alkalommal kormányzói elismerésre is felterjesztette, többek között 1936. szeptember 18-án is.
Több tucat gyorsírástörténeti és elméleti szakmunkát írt. Radnai Bélával közösen szerkesztette 1927–44 között az Egységes Magyar Gyorsírás Könyvtára és 1936–43 között a Thallóczy Lajos Társaság Kiadványai című kiadvány-sorozatokat.
1938 februárjában könyvet írt „Horthy Miklós 70 éves” címmel. (Ezt 1945 után betiltották). 1938 márciusában, Ausztria német megszállásakor minisztériumi főtisztviselőként segítette a magyar állampolgárságú Ödön von Horváth szökését Bécsből Budapestre. Az író innen Fiumén keresztül az (ekkor még) biztonságos Párizsba emigrálhatott.
1942–44 között miniszteri tanácsosi rangban a Nemzetvédelmi Propagandahivatalba helyezték.
1944-ben „Civitas Fidelissima” címen verseskötetet adott ki, ennek bevezetőjében megírta, hogy német–osztrák származása és neve ellenére magyarnak tartja magát, ezért nem lépett be Volksbundba.

### A második világháború után
1945-ben letartóztatták, Horthyról írt könyvét betiltották. Politikai ürügyekkel két éven át vizsgálati fogságban tartották. 1947-ben a népbíróság bűncselekmény hiányában felmentette. Jogászként azonban nem alkalmazták többé. Fizikai munkásként dolgozott. 1956 novemberében ausztriai rokonai és barátai autót küldtek érte, hogy feleségével együtt Bécsbe vigye, de ő nem tudta elszánni magát és végleg itthon maradt. 1957-ben nyugdíjba ment, és a Gyorsírók Országos Szövetségének munkatársa lett. Számos szakcikket publikált a gyorsírás fejlődéséről, oktatásáról. Utolsó éveit Felsőgödön töltötte feleségével, Arankával. 1971. február 15-én hunyt el a váci kórházban.

### Emlékezete
Sopron helytörténészei a város történetének jelentős alakjaként írnak róla, az 1921-es sorsfordító népszavazásért folytatott erőfeszítéseit elismerve.
2018-ban, Ausztria megalakulásának századik évfordulóján az ORF2 televízió „Universum History” műsorának keretében kilencrészes dokumentumfilm-sorozatot készített, „1918 – Die Geburt der Republik” (A köztársaság születése) címmel, a (mai) szövetségi tartományokban zajlott politikai és történelmi eseményekről. A Burgenland megalakulásáról szóló epizód alcíme „Ein Grenzfall” (Határeset)”, rendezője Fritz Kalteis). Részletesen taglalja a pinkafői Träger család sorsát, a határrendezés hátterét, következményeit és a magyarrá lett Traeger Ernő munkásságát, történészek és a ma élő családtagok visszaemlékezései alapján. A dokumentumfilmet az ORF2 2018. október 23-án sugározta.

## Érdekesség
Csánki Dezső akadémikus, a Magyar Történelmi Társulat tagja által Thallóczy Lajos valóságos belső titkos tanácsoshoz, a cs. és kir. pénzügyminisztérium osztályfőnökéhez 1914. március 11-én írt levelében említ bizonyos „ifjú Tregényit”, aki bizalmas pénzügyeket intéz a Társulat számára. A Csánki–Thallóczy levelezést Reisz T. Csaba történész dolgozta fel, a kötet annotált névmutatója szerint ez a „Tregényi Oszkár” azonos Dr. Träger Ernővel, a pénzügyminisztérium munkatársával.

## Művei
- Versfordításai („Tregényi Ernő” álnéven) a Világ folyóirat 1916. évi számaiban.[18]
- Amikor az élő valóság legendává lesz… in: A „Sopronvármegye” Népszavazási Emlékalbuma, 1931.[19]
- Hat siratóének (versek), Budapest, 1941.[5]
- Árnyékban (versek), Budapest, 1944.[5]
- Civitas Fidelissima, Új Idők Irodalmi Intézet Rt. (Singer és Wolfner), 1944.[20][21]
- Az első magyarországi gyorsírási tankönyv soproni vonatkozásai II., in: Soproni Szemle művelődéstörténelmi folyóirat, 12. évfolyam 3. szám, 1958, 217–221. old.[22]
- Verseit és egyéb írásait az Országos Széchényi Könyvtár kézirattárában őrzik.

## Kapcsolódó információk
- Suba János: Magyarország trianoni határainak kitűzése. Rubiconline.hu. (Hozzáférés: 2018. november 18.)
- World Cat Identities. Traeger, Ernö (művei). WorldCat.org. [2018. november 20-i dátummal az eredetiből archiválva]. (Hozzáférés: 2018. november 8.)